# Searsia albomarginata
Searsia albomarginata är en sumakväxtart som först beskrevs av Otto Wilhelm Sonder, och fick sitt nu gällande namn av Moffett. Searsia albomarginata ingår i släktet Searsia och familjen sumakväxter. Inga underarter finns listade i Catalogue of Life.